# Juan Córdova
Pour les articles homonymes, voir Cordova.
Juan Córdova, né le 25 juin 1995 à Los Andes au Chili, est un joueur international canadien de soccer. Il évolue au poste d'arrière droit à l'Unión San Felipe.

## Biographie

### Carrière en club
Juan Córdova commence le football à l'âge de 5 ans au Municipal Nogales Melón, puis rejoint l'Unión San Felipe. Il signe son premier contrat professionnel à l'âge de 16 ans avec l'Unión San Felipe, évoluant en Primera B. Il fait ses débuts en Primera B le 11 mai 2014 face au Santiago Morning (défaite 0-2). Puis le 2 août 2015, il inscrit son premier but en coupe contre l'Unión Española (défaite 2-1). Il faut attendre le 21 janvier 2017 face aux Rangers pour le voir inscrire son premier but en deuxième division (défaite 1-2).
Le 23 mai 2017, il rejoint le CD Huachipato qui évolue en Primera División de Chile. Il fait ses débuts en Primera División face au Santiago Wanderers, en rentrant à la place de Bernardo Cuesta lors d'une victoire 1-0.

### Carrière internationale
Né au Chili, Juan Córdova est titulaire d'un passeport canadien par l'intermédiaire de son père, également né au Chili, mais citoyen canadien. 
Il a disputé 5 rencontres avec l'équipe du Chili des moins de 20 ans en 2014. En 2017, il choisit de jouer pour la sélection du Canada. Le 19 mars, Il est appelé pour la premières fois avec l'équipe du Canada des moins de 23 ans pour le tournoi Aspire qui se déroule au Qatar. Il fait ses débuts contre l'Ouzbékistan le 25 mars lors d'une victoire un à zéro.
Le 30 mai 2017, Juan Córdova est convoqué pour la première fois en équipe du Canada par le sélectionneur national Octavio Zambrano, pour un match amical contre Curaçao,. Le 13 juin, il honore sa première sélection contre Curaçao. Lors de ce match, il entre à la 82e minute de la rencontre, à la place de Fraser Aird. Le match se solde par une victoire 2-1 des Canadiens.
Il ne fait pas partie des joueurs retenus pour disputer la Gold Cup 2019,, il est écarté de la liste définitive de John Herdman le 30 mai 2019. Le 26 août 2019, il est de nouveau convoqué en sélection par le sélectionneur national John Herdman, pour des matchs de la Ligue des nations de la CONCACAF contre Cuba, mais n'entre pas en jeu.

## Statistiques

### Statistiques détaillées
| Saison                | Club                  | Championnat           | Championnat | Championnat | Coupe(s) nationale(s) | Coupe(s) nationale(s) | Compétition(s) continentale(s) | Compétition(s) continentale(s) | Compétition(s) continentale(s) | Séries | Séries | Canada | Canada | Total | Total |
| Saison                | Club                  | Division              | M.          | B.          | M.                    | B.                    | Comp.                          | M.                             | B.                             | M.     | B.     | M.     | B.     | M.    | B.    |
| 2013-2014             | Unión San Felipe      | Primera B             | 2           | 0           | -                     | -                     | -                              | -                              | -                              | -      | -      | -      | -      | 2     | 0     |
| 2014-2015             | Unión San Felipe      | Primera B             | 17          | 0           | 2                     | 0                     | -                              | -                              | -                              | -      | -      | -      | -      | 19    | 0     |
| 2015-2016             | Unión San Felipe      | Primera B             | 15          | 0           | 4                     | 1                     | -                              | -                              | -                              | -      | -      | -      | -      | 19    | 1     |
| 2016-2017             | Unión San Felipe      | Primera B             | 23          | 1           | 2                     | 0                     | -                              | -                              | -                              | -      | -      | -      | -      | 25    | 1     |
| Sous-total            | Sous-total            | Sous-total            | 57          | 1           | 8                     | 1                     | -                              | -                              | -                              | -      | -      | -      | -      | 65    | 2     |
| 2017                  | Huachipato            | Primera División      | 7           | 0           | 6                     | 1                     | -                              | -                              | -                              | -      | -      | 2      | 0      | 15    | 1     |
| 2018                  | Huachipato            | Primera División      | 16          | 0           | 3                     | 0                     | -                              | -                              | -                              | -      | -      | -      | -      | 19    | 0     |
| 2019                  | Huachipato            | Primera División      | 16          | 0           | 2                     | 0                     | -                              | -                              | -                              | -      | -      | -      | -      | 18    | 0     |
| 2020                  | Huachipato            | Primera División      | 16          | 0           | -                     | -                     | CS                             | 3                              | 0                              | -      | -      | -      | -      | 19    | 0     |
| 2021                  | Huachipato            | Primera División      | 23          | 0           | 5                     | 0                     | CS                             | 7                              | 0                              | 2      | 0      | -      | -      | 37    | 0     |
| 2022                  | Huachipato            | Primera División      | 20          | 0           | 4                     | 0                     | -                              | -                              | -                              | -      | -      | -      | -      | 24    | 0     |
| Sous-total            | Sous-total            | Sous-total            | 98          | 0           | 20                    | 1                     | -                              | 10                             | 0                              | 2      | 0      | 2      | 0      | 132   | 1     |
| 2023                  | Ñublense              | Primera División      | 8           | 0           | 1                     | 0                     | CL+CS                          | 4+1                            | 0                              | -      | -      | -      | -      | 14    | 0     |
| 2024                  | York United           | PLCan                 | 20          | 3           | 1                     | 0                     | -                              | -                              | -                              | 2      | 0      | -      | -      | 23    | 3     |
| 2025                  | Unión San Felipe      | Primera B             | 17          | 1           | 6                     | 0                     | -                              | -                              | -                              | -      | -      | -      | -      | 23    | 1     |
| Total sur la carrière | Total sur la carrière | Total sur la carrière | 200         | 5           | 36                    | 2                     | -                              | 15                             | 0                              | 4      | 0      | 2      | 0      | 257   | 7     |